# Неточкові джерела забруднення
Неорганізоване джерело забруднення(НДЗ) - цей термін, використовують для опису забруднея внаслідок багатьох дифузних джерел, на відміну від точкового джерела забруднення, яке відбувається з одного джерела. Неточкове джерело забруднення - зазвичай результат поверхневого стоку, опадів, атмосферних випадань, витоків, або гідрологічних змін (випадання опадів і сніготанення), відслідження джерела забруднення в даному випадку є складним процесом.
НДЗ може поширюється з різних джерел, не маючи конкретного джерела, що робить його практично не регулюючим. Неточкове джерело забруднення води важко контролювати, тому що забруднення є результатом повсякденної діяльності різних людей, наприклад: підживлення газону, використанням пестицидів, будівництва доріг або будівель.
Це є основною причиною забруднення води у різних країнах сьогодні, забруднених стоків в сільському господарстві.
Інші важливі джерела стоку включають в себе гідрологічні і зміні середовища проживання і лісового господарства.
Забруднені зливові води, змиті з доріг, магістралей, і газонів (часто містять добрива і пестициди) називаються міськими стоками. Це стікання часто класифікується як тип НДЗ забруднення. Дехто може вважати дані забруднення точковими, тому що багато води направляється в муніципальні системи зливової каналізації і відводяться через труби до навколишніх поверхневих вод. Однак, не всі міські стоки відбуваються через зливову систем перед надходженням до водойм. Деякі впадають безпосередньо у водойми, особливо в приміських районах. Також, на відміну від інших типів джерел забруднення, таких як промислові стічні води, очищення стічних вод заводів та інших, забруднення міських стоків не можуть бути віднесені до однієї операції, або навіть групової діяльності. Оскільки досить не просто регулювати стік з міських територій, тому, дане забруднення переважно вважають істинним джерелом забруднення..

## Основні види

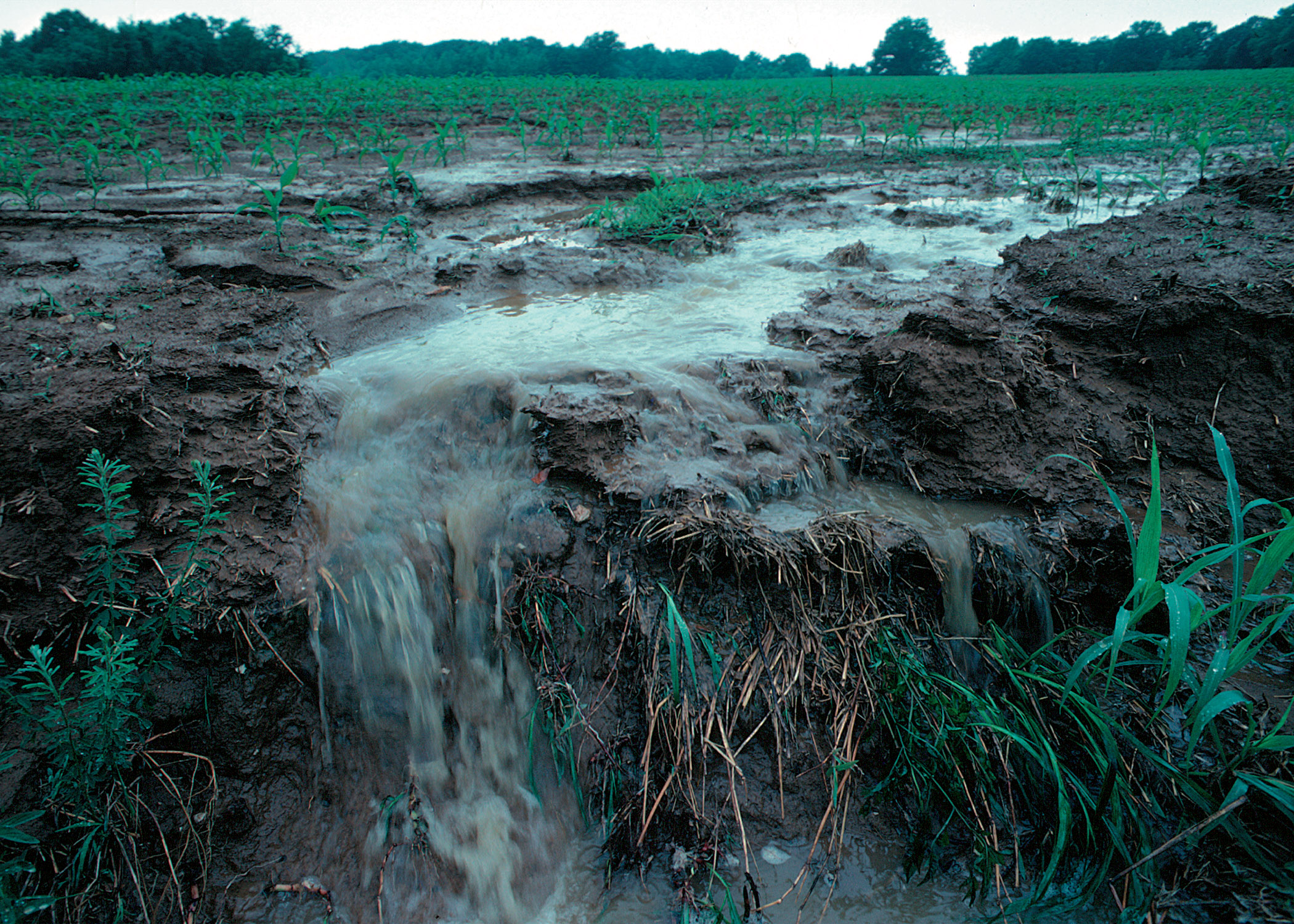
Сток з ґрунту та добрив під час грози

### Осад
Осад (пухкий ґрунт) включає в себе мул (дрібні частинки) і зважені частинки (більш великі частинки). Осад може призвести до ерозії берега струмка, через поверхневий стік або через неправильний рослинний покрив на міських і сільських ділянках. Осад створює каламутність води, зменшує кількість світла, що досягає дна, що може пригнічувати ріст занурених водних рослин а, отже, впливати на види, які залежать від них, такі як риба і молюски. Високий рівень каламутності також перешкоджає очищенню питної води.
Осад може бути результатом декількох різних джерел забруднення. Джерела включають будівництво (хоча це точкові джерела, які можуть справлятись з ерозією регулювання), сільськогосподарські поля, береги струмка.

### Поживні речовини
Поживні речовини в основному відноситься до неорганічної матерялів зі стоків, звалищ та орних земель. Дві головні поживні речовини, що викликають занепокоєння, є фосфор і азот.
Фосфор є поживною речовиною, яка поширюється у багатьох формах, які є біодоступними.  Це основний інгредієнт багатьох добрив сільського господарства, а також частина житлової і комерційної нерухомості, він може стати лімітуючою речовиною в прісноводних системах і деяких лиманах. Фосфор найчастіше попадає у водойми через ерозію ґрунту, тому що багато форм фосфору мають тенденцію адсорбуватися ґрунтовими частинками. Надлишок фосфору в водних екосистемах (особливо прісних озер, водосховищ і ставків) призводить до розмноження мікроскопічних водоростей, так званий фітопланктоном. Збільшення органічних речовин через надмірне зростання фітопланктону називається евтрофікацією. Загальним симптомом є евтрофікація морських водоростей. Водорості можуть виробляти токсини. Ці токсини становлять особливу проблему для систем, що використовуються для питної води, тому що деякі токсини можуть стати причиною багатьох хвороб а виведення токсинів, є складним і дорогим процесом. Бактеріальний розклад водоростей споживає розчинений у воді кисень, створюючи гіпоксію , що загрожує згубними наслідками для риб і водних безхребетних.
Азот є ще одним ключовим інгредієнтом в добривах, і він забруднює морські води або солонуваті системи, в яких азот є біогенним елементом. Аналогічні фосфору в прісних водах, надмірна кількість біодоступного азоту в суднових системах призводить до евтрофікація і цвітіння водоростей. Гіпоксія є більш поширеним результатом евтрофікації морських системах і може вплинути на великі ділянки естуаріїв, заток і прибережних водах.
Азот переноситься водою, як нітрат (NO3).

### Токсичних домішок і хімічні речовини
Сполуки, включаючи важкі метали, такі як свинець, ртуть, цинк, кадмій, органічні речовини, такі як поліхлоровані біфеніли і поліароматичні вуглеводні. Дані забруднювачі можуть надходити з різних джерел, включаючи людину, стічні води, гірничодобувні операції, викиди транспортних засобів, викопного палива, спалювання, відходи міського господарства, промислових підприємств і звалищ.
Токсичні хімічні речовини в основному включають органічних сполук і неорганічних сполук. Ці сполуки містять пестициди, як ДДТ, кислот та солей, які чинять значний вплив на екосистеми і водоймах. Ці речовини можуть загрожувати здоров'ю як людей, так і морських мешканців, у той час як будучи стійким до впливу навколишнього середовища пробою, що дозволяє їм зберігатися в навколишньому середовищі. ці токсичні хімічні речовини можуть надходити з полів, розплідників, садів, будівельних майданчиків, садів, газонів і сміттєвих звалищ.
Кислоти і солі, переважно неорганічні забруднюючі речовини надходять із зрошуваних земель, місць видобутку корисних копалин, міських стоків, промислових об'єктів і звалищ.

### Збудники
Збудниками є бактерії і віруси, які можуть бути знайдені у воді і викликати хворобу у людей. як правило, патогенні мікроорганізми викликають хвороби, якщо вони присутні в місцях питного водопостачання. Патогенні мікроорганізми, виявлені в забруднених стоках можуть включати:
- Криптоспоридии парвум
- Лямблії лямблії
- Сальмонели
- Новітні віруси і інші віруси
- Паразитичні черв'яки (гельмінти).

Коліформні бактерії і фекалії можуть бути виявлені в стоці. Ці бактерії найбільш часто використовують як показник забруднення води, але не фактичні причини захворювання.
Хвороботворні мікроорганізми можуть потрапляти у стік через погану організацію господарств, несправність септичних систем, неправильне поводження з відходами, забруднення зливової каналізації та санітарно-технічний стан стічних вод.

## Основні джерела

### Міські та приміські райони
Міські і приміські райони є основними джерелами неточкових джерел забруднення за кількості стоків, яке виробляється через велику кількість асфальтованих поверхонь. Бруковані поверхні, такі як асфальт і бетон непроникні для води, проникаючи в них. Будь-яка вода, яка при контакті з цими поверхнями буде бігти і буде поглинута навколишнім середовищам. Ці поверхні плегшують стік забруднюючих речовин у навколишнє ґрунт.
Будівельні майданчики, як правило, мають ґрунт, який легко розмивається опадами такими як дощ, сніг і град. Крім того, викинуте сміття на місцевості може бути віднесене стічними водами і увійти у водне середовище.
Як правило, на дачних ділянках, хімічні речовини використовуються для догляду за газонами. Ці хімічні речовини можуть потрапити в сток і увійти в навколишнє середовище через зливові стоки. Оскільки вода в зливовій каналізації не фільтрується то хімічні речовини безпосередньо попадають в ґрунтові води.